# しょうこセンセイ!
『しょうこセンセイ！』は、なじみによる日本の4コマ漫画。芳文社『まんがタイムきららMAX』2018年1月号から4月号までゲスト連載後、同年6月号から2021年7月号にかけて連載された。

## あらすじ
8歳の天才少女吉田翔子は公立皐月高校の高校1年生の教師として新しく就任する。母親の吉田継子をはじめ他の教師や生徒といった周りの人々に見守られながらより楽しく、頑張って学校生活を送っている。
最終回は空白の8年間として、16歳になったベテラン教師吉田翔子のストーリーが描かれている。

## 登場人物

### 公立皐月高校の教師
吉田 翔子（よしだ しょうこ）
本作の主人公。2月11日生まれの8歳。公立皐月高校1年A組の担任。担当教科は物理。継子から就任祝いに貰った白いリボンをしている。学校を飛び級で卒業して教師に就任した天才少女で、購入したヘアドライヤーを改造して風力を上げたり、枚方鉄工所の研削盤やボール盤を製作したことがある。真面目で頑張り屋な性格だが、おっちょこちょいな面がある。物理のことを話すと集中しすぎて周りが見えなくなる。デザインのセンスは独創的。好きな食べ物はハンバーグで、苦手な食べ物はにんじんとピーマン。趣味はアニメ「ぶれーめんマーチ」の鑑賞であり、「ミッシェル」という名前のクマのキャラクターのぬいぐるみで遊んでいる。
余市 凛（よいち りん）
26歳。担当教科は国語。教務部統括。普段は優しくて面倒見がいいが、酒に弱く飲むと性格が変わる。給料はダイエット関係に使っているが、結果が伴っていない。恋人はおらず、恋愛話になると必ずといっていい程自虐に走る。
山田 錦（やまだ にしき）
25歳。担当教科は体育。生活指導部。男勝りでサバサバした性格。「さくら」という名前のスコティッシュフォールドを飼っている。
宮城 峡（みやぎ きょう）
29歳。担当教科は化学。語尾に「にゃ」を付けて話す。建前で化学実験室に引き籠もっているという噂だが、実際は生徒が苦手でシャイな性格。翔子とは教科内容が似ているため意気投合している。入試を間違えて応用化学科に入学した過去を持つ。継子を尊敬していて、彼女に倣って黒色の白衣を着ている。
フォア・ローゼス
22歳。翔子の大学時代の友人。担当教科は英語。片言で話す。陽気な性格。松下村宿では翔子と同部屋に住んでいる。
井伊 富江（いい とみえ）
公立皐月高校の校長。継子の学生時代の後輩。

### 1年A組の生徒
坂下 陽菜（さかした ひな）
明るい性格。花の髪飾りをしている。好きな食べ物は歯ごたえがあるもの。居酒屋でアルバイトをしている。
相場 楓（あいば かえで）
授業中は居眠りをしていることが多いが学力は悪くない。関西弁。料理（特に和食）が得意。料理研究部所属。
最上 雫（もがみ しずく）
丸眼鏡をかけていて感情を表に出さない。全教科のテストで満点が取れるほどの天才で、数学では途中の式が無くても答えが出せる。自分を翔子唯一のライバルと思っている。生徒会に入っている。部活は未所属。
結 かおり（ゆい かおり）
赤い眼鏡をかけている。語尾に「っす」を付けて話すオタクでゲーマー。いろんなジャンルに精通している。国語と英語が苦手。好きな音楽はEDM。漫画研究部所属。
四宮 かなた（しのみや かなた）
髪型は右目が隠れているショートヘアで赤いピアスをしている。国語と数学が苦手。ロック好きで音楽のことしか頭がない。軽音部所属。
佐々木 姫華（ささき ひめか）
クールでボーイッシュな性格。力持ち。英語が苦手。好きな音楽はJ-POP。
矢野 桜子（やの さくらこ）
髪型は右目が隠れたロングヘア。極度の恥ずかしがり屋。翔子に本気で恋をしている。趣味は百合漫画を描くことで、翔子と自分の恋愛を題材にしている。翔子の行動だけではなく、妄想でも鼻血を出している。漫画研究部所属。
池田 加奈子（いけだ かなこ）
天然っぽい性格で、しょうもないことをよく考えている。大きめのダブルヘアピンがチャームポイント。手芸部所属。
加藤 めぐみ（かとう めぐみ）
めんどくさがりな省エネ系女子。かつて文学部に所属していたが現在は帰宅部。
立花 千代（たちばな ちよ）
気が強いツンツン少女。ツインテールとリボンの髪留めがチャームポイント。全力で頑張ることをダサいと思っていたが翔子に感化され、それ以来翔子を尊敬するようになる。矢野には翔子を愛する同士と思われている。生徒会書紀係担当。部活は未所属。
宮子 しのぶ（みやこ しのぶ）
ハツラツとした性格で、八重歯がチャームポイント。ファッションにうるさい。手芸部所属。
野々原 のはら（ののはら のはら）
肩にかからない長さのツインテールをしている。軽音部バンドメンバーのオーディションで、ピアノが趣味というだけで即採用となった。

### その他の人物
吉田 継子（よしだ けいこ）
翔子の母。物理学者。温厚な性格で翔子を見守っている。とある学校の校長だが、現在は海外の姉妹校の研究プロジェクトのため海外赴任している。
井伊 奈央（いい なお）
富江の娘。7歳。当初はシャイな性格だったが、翔子も「ぶれーめんマーチ」が好きであることを知って打ち解けた。両利き。
坂下 小夜（さかした さよ）
陽菜の妹。姉と同様に花の髪飾りをしている。姉に似てお調子者な性格。
藤堂 ゆさな（とうどう ゆさな）
公立皐月高校の生徒会長。17歳。礼儀正しい性格。物腰は柔らかいが高貴な雰囲気と物怖じしない性格で他の生徒から恐れられている。
永倉 かりん（ながくら かりん）
公立皐月高校の生徒会副会長。
玉木 文子（たまき ふみこ）
翔子の下宿先「松下村宿」の大家。継子の知人。
佐久間 創（さくま そう）
「松下村宿」104号室住人。職業は美容師。片付け下手で部屋が汚い。
安積 彩（あさか あや）
「松下村宿」205号室住人。職業は医師。酒好きで休みの日は昼間から飲酒している。
にじみ
「松下村宿」201号室住人。職業は漫画家。
ナツコ
枚方鉄工所の主任。翔子の知人。

## 書誌情報
- なじみ『しょうこセンセイ！』芳文社〈まんがタイムKRコミックス〉、全3巻
  1. 2019年4月25日発売[3]、ISBN 978-4-8322-7089-3
  2. 2020年5月27日発売[3]、ISBN 978-4-8322-7192-0
  3. 2021年6月25日発売[3]、ISBN 978-4-8322-7283-5